# 彭锡范
彭锡范（1882年—1951年），字丙一，湖南长沙人，清朝及中华民国军事、政治人物。

## 生平
彭锡范1882年生于湖南长沙。十七岁时，他离开家乡到江苏投亲靠友，开始军旅生涯，曾就读于江苏武备学堂和北洋法政专门学校，任清朝陆军第九镇二十三混成协四十五标教练官，驻苏州。辛亥革命爆发后，1911年12月4日，他在上海列席了宋教仁、陳其美等召集的各省都督府代表联合会留沪代表的集会，此次会议议决公電孫文歸囯主持大政，推舉黃興為假定大元帥，黎元洪為副元帥，由大元帥主持中華民國臨時政府。

辛亥革命后，他任江苏都督府军法科长。1913年3月起，他任江苏陆军第二师参谋长多年，并自1912年至1914年任江苏法政共和学校校长。晚年，他退出军界，成为律师。
1951年，他在江苏苏州去世。